# Estratón de Lámpsaco
Estratón (griego antiguo Στράτων, Straton) fue un filósofo griego peripatético, natural de la polis de Lámpsaco, que vivió de 340 a. C. a 268 a. C. Sucedió a Teofrasto en la dirección del Liceo, academia fundada por Aristóteles. Se dedicó especialmente al estudio de las ciencias naturales, y aumentó los elementos naturalistas en el pensamiento de Aristóteles hasta tal punto, que negó la necesidad de un dios activo para construir el universo, prefiriendo colocar el gobierno del universo solo en la fuerza inconsciente de la naturaleza.

## Biografía
Estratón, hijo de Arcesilao o Arcesio, nació en Lámpsaco entre 340 y 330 a. C. Podría haber conocido a Epicuro durante su período de enseñanza en Lámpsaco entre 310 y 306. Asistió a la escuela de Aristóteles en Atenas, después de lo cual fue a Egipto como tutor de Ptolomeo, donde también enseñó a Aristarco de Samos. Regresó a Atenas después de la muerte de Teofrasto (c. 287 a. C.), sucediéndole como jefe del Liceo. Murió en algún momento entre 270 y 268 a. C.
Estratón se dedicó especialmente al estudio de las ciencias naturales. Cicerón, aunque habla muy bien de sus talentos, lo culpa por descuidar la parte más importante de la filosofía, lo que concierne a la virtud y la moral, y entregarse a la investigación de la naturaleza. En la larga lista de sus trabajos, dada por Diógenes Laercio, varios de los títulos tratan temas de filosofía moral, pero la gran mayoría pertenecen al departamento de ciencias físicas. Ninguno de sus escritos sobrevive, sus puntos de vista se conocen solo de los informes fragmentarios conservados por escritores posteriores.

## Pensamiento

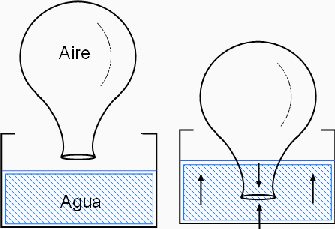
Estratón realizó el experimento a partir de un simple recipiente. Si lo introducía boca abajo y lo sacaba observaba que el fondo se mantenía seco. Ello indicaba que el fluido acuoso no entraba pues debía haber algún tipo de substancia que le impidiese el paso.
Entonces hizo un agujero en el fondo del recipiente. Al introducirlo, notó que se puede sentir el aire en movimiento si acerca el dedo al orificio. Notarlo, sentirlo, quería decir que era algo material. Era el agua la que empujaba al aire y lo desalojaba.

Estratón enfatizó la necesidad de una investigación exacta, y como ejemplo de esto, hizo uso de la observación de cómo el agua que sale de una boquilla se rompe en gotitas separadas como evidencia de que los cuerpos que caen se aceleran.
Ya su predecesor hizo alarde de extremo ingenio separando completamente el reino vegetal del animal y, sobre todo, viendo que el fuego no era un elemento en sí mismo sino que era la reacción de otros elementos que ardían. El fuego no podía existir sin, lo que llamó, un sustrato. Pero Estratón fue más allá en los métodos y recurrió a la experimentación pura. Fue, de hecho, un defensor del mecanicismo en la naturaleza negando la existencia de cualquier divinidad trascendente. Estratón trató de reemplazar la teleología por una explicación puramente física de los fenómenos, los elementos subyacentes que encontró en el calor y el frío, siendo el calor el principio activo. 
Su descubrimiento principal fue el de considerar al aire como un elemento material, como el agua o la tierra. Esto, que ahora parece evidente, no lo era tanto entonces: lo que no se podía observar no tenía por qué ser material. Pero Estratón rompió ese tabú. No solo afirmó que el aire estaba formado por partículas materiales sino que lo demostró.
Era crítico con el concepto de lugar de Aristóteles como superficie circundante, prefiriendo verlo como el espacio que ocupa una cosa. También rechazó la existencia del quinto elemento de Aristóteles.

Estratón criticó la física aristotélica en esos dos libros Sobre la ligereza y la pesadez y Sobre el movimiento. Simplicio citó a Estratón diciendo que:
"si alguien suelta una piedra, u otra cosa que tenga peso, sosteniéndola a un dedo sobre el suelo, ciertamente no hará un impacto visible en el suelo, pero si uno la suelta sosteniéndola a cien pies de altura o más, tendrá un fuerte impacto. Y no hay otra razón para ese impacto. Porque no tiene mayor peso, ni es impulsado por una fuerza mayor; pero se mueve más rápido".
Mientras que Aristóteles definió el tiempo como el aspecto numerado del movimiento, Estratón argumentó que debido a que el movimiento y el tiempo son continuos, mientras que el número es discreto, el tiempo tiene una existencia independiente del movimiento, o simplemente ese tiempo era el aspecto cuantitativo del movimiento, en lugar de su aspecto numérico.
Al igual que los atomistas (Leucipo y Demócrito) antes que él, Estratón era un materialista y creía que todo en el universo estaba compuesto de materia y energía. Estratón fue uno de los primeros filósofos en formular una cosmovisión secular, en la que Dios es simplemente la fuerza inconsciente de la naturaleza, aunque puede haber aceptado la existencia de dioses dentro del universo, en el contexto de la antigua religión griega; luego es poco probable que se considerase ateo.

## Influencia moderna

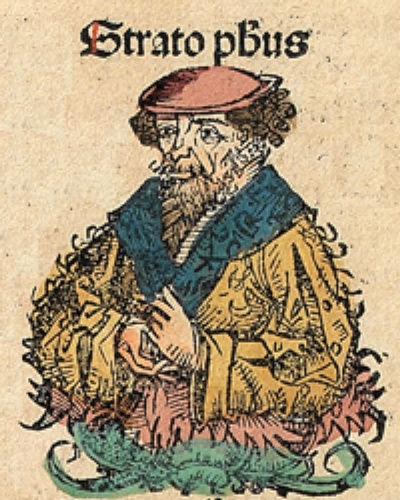
Estratón de Lámpsaco, Crónica de Núremberg.

El nombre de Estratón significaba poco en la Edad Media y el Renacimiento. Sin embargo, en el siglo XVII, su nombre se hizo famoso de repente debido a las supuestas similitudes entre su sistema y las opiniones panteístas de Spinoza. En su ataque al ateísmo de 1678, Ralph Cudworth designó el sistema de Estratón como uno de los cuatro tipos de ateísmo y, al hacerlo, acuñó el término hilozoísmo para describir cualquier sistema en el que la materia primitiva está dotada de una fuerza vital. Estas ideas llegaron a Pierre Bayle, quien adoptó el estrato y el 'estratonismo' como componentes clave de su propia filosofía. En su Continuation des Pensées diverses, publicado en 1705, el estratonismo se convirtió en el equivalente antiguo más importante del espinozismo. Para Bayle, Estratón había hecho todo para seguir un orden fijo de necesidad, sin nada bueno o malo innato en el universo; el universo no fue considerado como un ser vivo con inteligencia o intención, y no hay otro poder divino sino la naturaleza.